# Esaka Ataru
Esaka Ataru (江坂 任; sinh ngày 31 tháng 5 năm 1992) là một cầu thủ bóng đá người Nhật Bản. Anh thi đấu cho Kashiwa Reysol.

## Thống kê câu lạc bộ
Cập nhật đến ngày 12 tháng 1 năm 2018.
| Thành tích câu lạc bộ | Thành tích câu lạc bộ | Thành tích câu lạc bộ | Giải vô địch | Giải vô địch | Cúp                   | Cúp                   | Cúp Liên đoàn | Cúp Liên đoàn | Châu lục | Châu lục  | Tổng cộng | Tổng cộng |
| Mùa giải              | Câu lạc bộ            | Giải vô địch          | Số trận      | Bàn thắng    | Số trận               | Bàn thắng             | Số trận       | Bàn thắng     | Số trận  | Bàn thắng | Số trận   | Bàn thắng |
| Nhật Bản              | Nhật Bản              | Nhật Bản              | Giải vô địch | Giải vô địch | Cúp Hoàng đế Nhật Bản | Cúp Hoàng đế Nhật Bản | J.League Cup  | J.League Cup  | Châu Á   | Châu Á    | Tổng cộng | Tổng cộng |
| --------------------- | --------------------- | --------------------- | ------------ | ------------ | --------------------- | --------------------- | ------------- | ------------- | -------- | --------- | --------- | --------- |
| 2015                  | Thespakusatsu Gunma   | J2                    | 42           | 13           | 0                     | 0                     | -             | -             | -        | -         | 42        | 13        |
| Tổng                  | Tổng                  | Tổng                  | 42           | 13           | 0                     | 0                     | -             | -             | -        | -         | 42        | 13        |
| 2016                  | Omiya Ardija          | J1                    | 31           | 8            | 3                     | 0                     | 8             | 2             | -        | -         | 42        | 10        |
| 2017                  | Omiya Ardija          | J1                    | 34           | 7            | 2                     | 1                     | 2             | 1             | -        | -         | 38        | 9         |
| Tổng                  | Tổng                  | Tổng                  | 65           | 15           | 5                     | 1                     | 10            | 3             | -        | -         | 80        | 19        |
| 2018                  | Kashiwa Reysol        | J1                    | 0            | 0            | 0                     | 0                     | 0             | 0             | 0        | 0         | 0         | 0         |
| Tổng                  | Tổng                  | Tổng                  | 0            | 0            | 0                     | 0                     | 0             | 0             | 0        | 0         | 0         | 0         |
| Tổng cộng sự nghiệp   | Tổng cộng sự nghiệp   | Tổng cộng sự nghiệp   | 107          | 28           | 5                     | 1                     | 10            | 3             | 0        | 0         | 122       | 32        |